# Косовский, Эдуард Александрович
Эдуа́рд Алекса́ндрович Косо́вский (род. 7 октября 1958, Флорешты, Молдавская ССР, СССР) — экономист, государственный деятель Приднестровской Молдавской Республики. Председатель Приднестровского республиканского банка с 1998 по 2005, с 2005 по 16 июля 2007 и с 1 февраля 2012 по 17 декабря 2016.

## Биография
Родился в 1958 в городе Флорешты Молдавской ССР.

### Образование
В 1985 окончил Кишинёвский государственный университет имени В. И. Ленина по специальности «планирование промышленности».
С 1989 по 1990 учился в Академии народного хозяйства при Совете Министров СССР.

### Трудовая деятельность
С 1976 по 1978 проходил срочную службу в рядах Советской армии.
После окончания Кишинёвского университета работал экономистом планового отдела фабрики «Конфекния», где спустя время стал начальником планово-экономического отдела.
С начала 1990-х годов работал на разных руководящих должностях: Управляющий КБ «Молдлегпромбанк», Председатель правления, Управляющий БС I Финансово-промышленной корпорации «Эолис», Председатель правления АКБ «Ипотечный».
12 апреля 1998 был назначен на должность исполняющего обязанности Председателя Приднестровского республиканского банка, а 16 июля 2007 был отправлен в отставку.
С 4 сентября 2007 по 3 сентября 2008 — советник Президента Приднестровской Молдавской Республики по вопросам внешнеэкономической деятельности и банковской системы.
С 30 декабря 2011 по февраль 2012 — Полномочный представитель Президента Приднестровской Молдавской Республики по вопросам банковского дела.
С 1 февраля 2012 по 17 декабря 2016 — Председатель Приднестровского республиканского банка (ПРБ).
В марте 2017 в отношении Эдуарда Косовского и его заместителя Александра Лянкэ возбуждено уголовное дело по статье Превышение должностных полномочий.

## Награды
- Нагрудный золотой знак Приднестровского республиканского банка[11]
- Орден «За заслуги» II степени[12]
- Орден «Трудовая слава»[11]
- Орден Почёта[13]
- Грамота Президента Приднестровской Молдавской Республики (6 октября 1998) — за большой вклад в стабилизацию финансовой системы Республики, высокие организаторские и профессиональные качества и в связи с 40-летием со дня рождения[14]
- Медаль «10 лет Приднестровской Молдавской Республике» (31 августа 2000) — за большой вклад в становление и развитие Приднестровской Молдавской Республики и в связи с 10-й годовщиной со дня образования[15]
- Почётное звание «Заслуженный работник Приднестровской Молдавской Республики» (6 октября 2003) — за личный вклад в развитие банковской системы Приднестровской Молдавской Республики, многолетний, добросовестный труд, высокие организаторские и профессиональные способности и в связи с 45-летием со дня рождения[16]
- Медаль «За трудовую доблесть» (2 декабря 2005) — за личный вклад в становление и развитие банковской системы Приднестровской Молдавской Республики, высокие организаторские и профессиональные способности и в связи с 13-й годовщиной со дня образования Приднестровского Республиканского банка[17]
- Благодарственное письмо Президента Приднестровской Молдавской Республики (20 сентября 2006) — за личный вклад в становление и развитие банковской системы Приднестровской Молдавской Республики, высокие организаторские и профессиональные способности и в связи с Днём банковского работника[18]